# Gymnotus obscurus
Gymnotus obscurus és una espècie de peix pertanyent a la família dels gimnòtids.

## Descripció
- Fa 21,5 cm de llargària màxima.[4]

## Alimentació
Menja bàsicament larves de quironòmids, crustacis petits i crisàlides d'insectes.

## Hàbitat
És un peix d'aigua dolça, bentopelàgic i de clima tropical.

## Distribució geogràfica
Es troba a Sud-amèrica: la confluència entre el riu Solimões i el riu Japura (el Brasil).

## Observacions
És inofensiu per als humans.